# Мозговенко, Иван Пантелеевич
Иван Пантелеевич Мозговенко (13 февраля 1924, село Яшалта — 31 декабря 2021, Москва) ― советский и российский кларнетист и педагог, профессор Российской академии музыки имени Гнесиных, Народный артист Российской Федерации (1995).

## Биография
Родился 13 февраля 1924 года в селе Яшалта Степновского района Ростовской области (ныне республика Калмыкия). В 1931 году семья была раскулачена и сослана на Урал, в район Нижнего Тагила. 
С 1939 учился в Свердловском музыкальном училище по классу кларнета, в 1943 вступил в состав Уральского добровольческого танкового корпуса, где служил в медсанбате. Вместе с танковым корпусом дошёл до Берлина.
В 1946 Мозговенко поступил в Музыкально-педагогический институт имени Гнесиных, где обучался по классу кларнета у А. Л. Штарка (окончил в 1951, аспирантуру в 1954). 
В 1951 он завоевал первую премию на международном конкурсе в Берлине, с этого же времени активно выступает как солист и камерный музыкант, в том числе со струнным квартетом имени Бородина. 
В 1953―1968 Мозговенко ― солист симфонического оркестра Комитета кинематографии СССР. 
В сотрудничестве с квартетом имени Бородина и другими камерными ансамблями Мозговенко сделал записи сочинений В. А. Моцарта, И. Брамса, С. Прокофьева и некоторых современных композиторов.
С 1951 по 2020 год Иван Пантелеевич Мозговенко преподавал в Российской академии музыки имени Гнесиных, в 1980 ему было присвоено звание профессора. 
Среди его учеников ― выдающиеся кларнетисты, лауреаты международных конкурсов, ныне ведущие концертную и преподавательскую деятельность: Ханнес Алтров, Иван Бричиков, Геннадий Забара, Александр Карпов, Иван Оленчик, Маргарита Шапошникова, Кирилл Рыбаков, Андрей Самсонов, Рафаэль Багдасарян.
Мозговенко ― автор ряда учебных пособий и переложений для кларнета.

## Награды и звания
- Орден «За заслуги перед Отечеством» IV степени (5 ноября 2004 года) — за большой вклад в развитие музыкального искусства и образования[3].
- Орден Отечественной войны II степени.
- Орден Красной Звезды.
- Медаль «За боевые заслуги» (дважды),
- Медаль «За взятие Берлина».
- Медаль «За освобождение Праги».
- Медаль «За победу над Германией».
- Медаль «Ветеран труда».
- Награждён другими памятными медалями и знаками.
- Народный артист Российской Федерации (4 августа 1995 года) — за большие заслуги в области искусства[4].
- Заслуженный артист РСФСР (26 ноября 1979 года) — за заслуги в области советского музыкального искусства[5].
- Почётная грамота Президента Российской Федерации (25 мая 2020 года) — за заслуги в развитии отечественной культуры и искусства, многолетнюю плодотворную деятельность[6].
- Благодарность Министра культуры Российской Федерации (6 февраля 2004 года) — за  многолетний плодотворный труд и большой вклад в развитие музыкального искусства[7].